# Monasterio de San Miguel de Escalada
El monasterio de San Miguel de Escalada es un templo mozárabe ubicado cerca del pueblo homónimo, en el municipio de Gradefes, provincia de León, España. Situado en el Camino de Santiago, a 27 kilómetros de la ciudad de León, formaba parte de un antiguo monasterio del que hoy sólo se conserva el templo. Fue restaurado en el año 913 por el abad Alfonso, que había llegado a León junto a otros monjes provenientes de Córdoba en al-Ándalus.
Se trata de una de las obras más representativas del arte mozárabe prerrománico, formando parte de la arquitectura mozárabe leonesa del siglo X, junto a otros templos con los que comparte características como Santiago de Peñalba o San Cebrián de Mazote.
El templo mozárabe fue construido reaprovechando materiales de épocas anteriores, visigótica y romana. Tiene la categoría de Monumento Nacional desde 1886.

## Historia

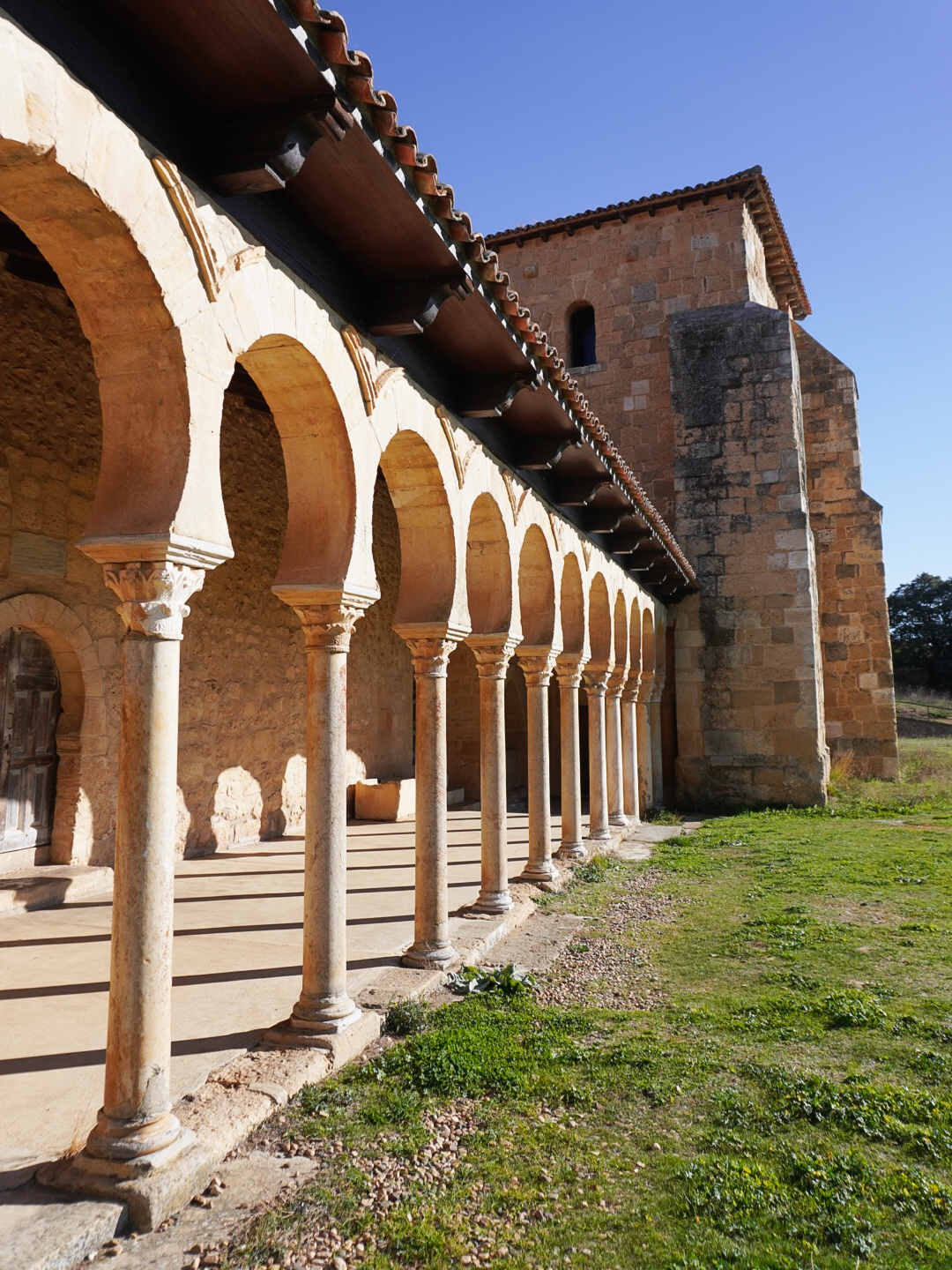
Los fustes de las columnas que soportan el pórtico son de época romana.

### Antecedentes
Antes de la construcción del templo mozárabe se encontraba en este lugar un templo de origen tardorromano que tiene su origen en la arquitectura paleocristiana, aunque no se puede precisar que tipo de edificio era anteriormente. Tan solo se puede afirmar, gracias a una inscripción actualmente desaparecida, que debido al incremento de monjes fue necesario ampliarlo, consagrándose en el año 951 de la era hispánica (913 en nuestra cronología) por el obispo Genadio.

### Construcción
“Este lugar, desde antiguo dedicado en honor del arcángel San Miguel, de reducidas dimensiones, después de ser consumido por las ruinas permaneció largo tiempo derruido hasta que el abad Alfonso, con sus compañeros llegados de la patria cordobesa, erigió el ruinoso edificio en tiempos del poderoso y sereno príncipe Alfonso. Por el creciente número de monjes, precisamente por esto, para ampliarlo y engrandecerlo, es erigido con fundamento el hermoso templo, de obra admirable. No por mandato de las autoridades o bien por la opresión del pueblo sino por la constante vigilancia del abad Alfonso y los monjes son realizadas completamente estas obras en doce meses, llegando al término del reinado de García con la reina Mumadona. Era 951 [914]. Fue consagrado este templo por el obispo Genadio el día duodécimo de las calendas de diciembre.”

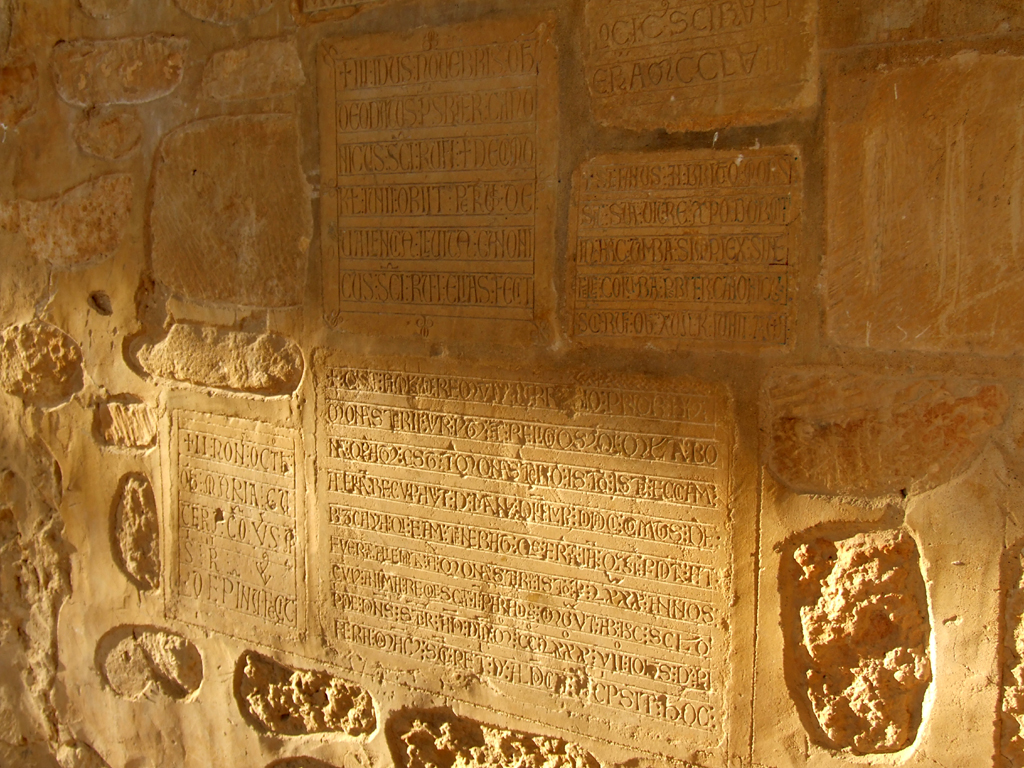
Aprovechamiento de lápidas en la construcción del templo

Esta lápida fundacional, actualmente de paradero desconocido, describe los orígenes del templo. En el año 912 emigraron del emirato de Córdoba a tierras del Reino de León un grupo de monjes encabezados por el abad Alfonso, levantando de las ruinas allí presentes el templo. La construcción tardó doce meses, contando con la mano de obra de la comunidad monástica, concluyéndose plenamente después del año 913 reinando entonces García I y consagrándose por el obispo san Genadio de Astorga el día 20 de noviembre del 914, domingo. El monasterio recibió sus tierras de la Corona leonesa.
El templo se levantó con materiales reaprovechados de edificios de época romana y visigoda, observando aún hoy en el muro el reaprovechamiento de lápidas, entre ellas, una inscripción visigoda. Las columnas que soportan el pórtico son anteriores a la época musulmana y de época romana los fustes en sus extremos superiores. En esto está la clave de que el edificio tardase tan solo doce meses en finalizarse, pues los materiales de construcción se encontraban en las inmediaciones y no tuvieron coste alguno.
Buena muestra de este reaprovechamiento es el pórtico meridional, realizado en dos fases constructivas distintas: los siete arcos occidentales, con sus columnas y capiteles, de estilo califal, obra «mozárabe» del siglo X, conservando aún parte del alfiz, y los restantes, a oriente, claramente reaprovechados, pues a los capiteles les falta una de las caras, como para ser adosados a pilares o paredes. En el siglo XI, con el transcurso del tiempo, el monasterio llegó a tener cierta importancia, siendo propietario de tierras y poblados. De esta época data la torre románica,  último elemento construido. 
Con la desamortización se abandona el monasterio y desaparecen las dependencias monásticas, por lo que hoy sólo restan la iglesia y la torre y capilla de san Fructuoso, estas últimas de estilo románico. En 1886 el templo fue catalogado como monumento nacional; citando lo siguiente en la introducción:

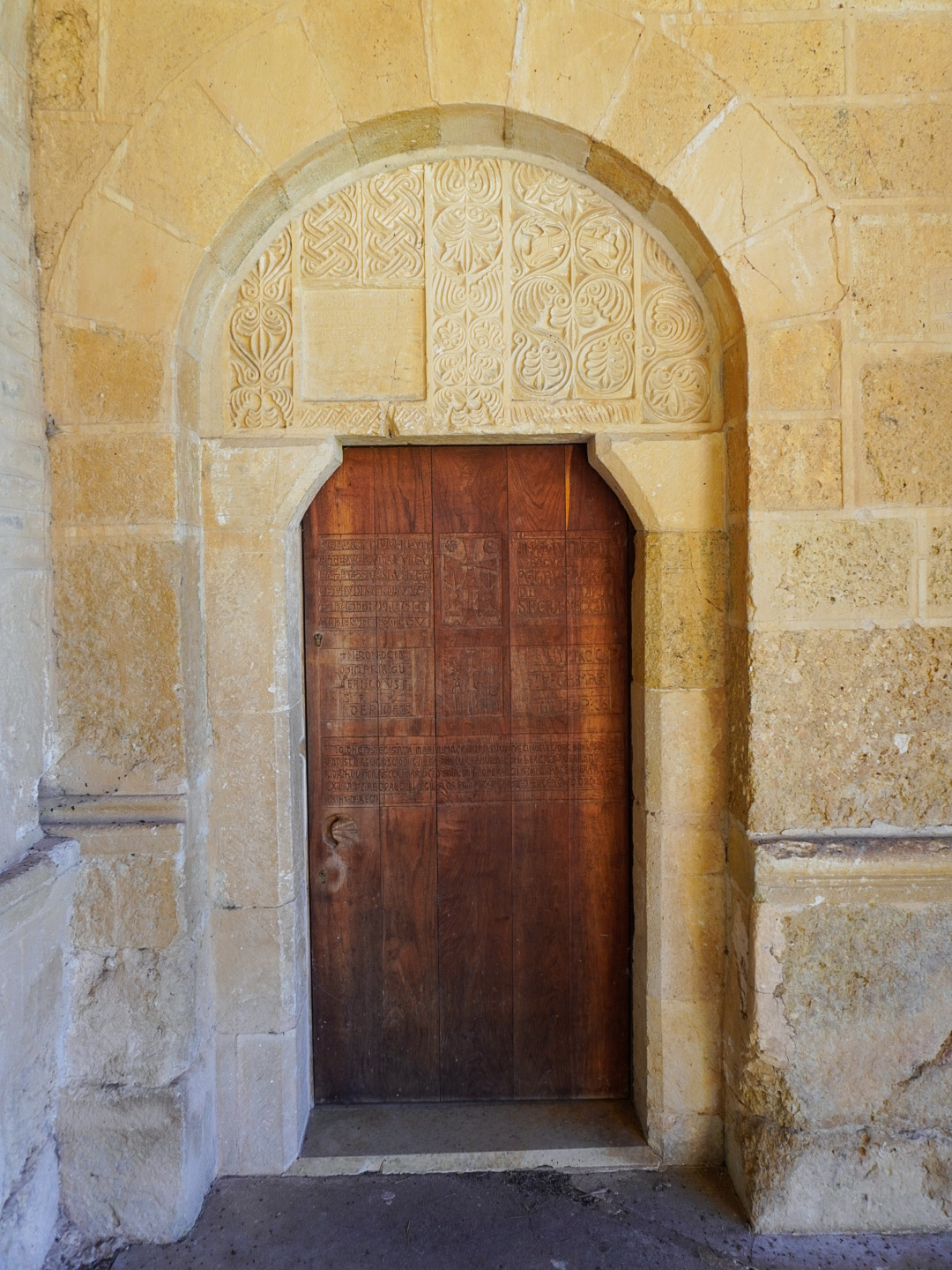
Puerta con cancel de motivos vegetales y geométricos, influencia del arte islámico cordobés

Existe en la provincia de León un monumento arquitectónico, que si es pequeño por sus dimensiones, es grande é importante por su mérito artístico y por los recuerdos históricos que atesora.

### SigloXXI
Tras una fuerte presión popular para la puesta en valor del monumento, la Junta de Castilla y León puso en marcha el proyecto Escalas, con la restauración de las cubiertas de la iglesia mozárabe, de la capilla romana, así como del muro de contención ante las fachadas Oeste, Norte y Este del conjunto, permitiendo además la construcción de un sistema de drenaje y conducción de pluviales. Conjuntamente a las labores de recuperación, se elaboró un estudio arquitectónico completo del complejo para definir las pautas de restauración a seguir.
La segunda fase liberó visualmente la fachada meridional de elementos ajenos, reordenando la señalización y habilitando un aparcamiento en las inmediaciones. Junto a ello se procedió a la museización del templo, ampliando el horario de visitas y los días en los que es visitable el monumento.

## El edificio

### Estructura

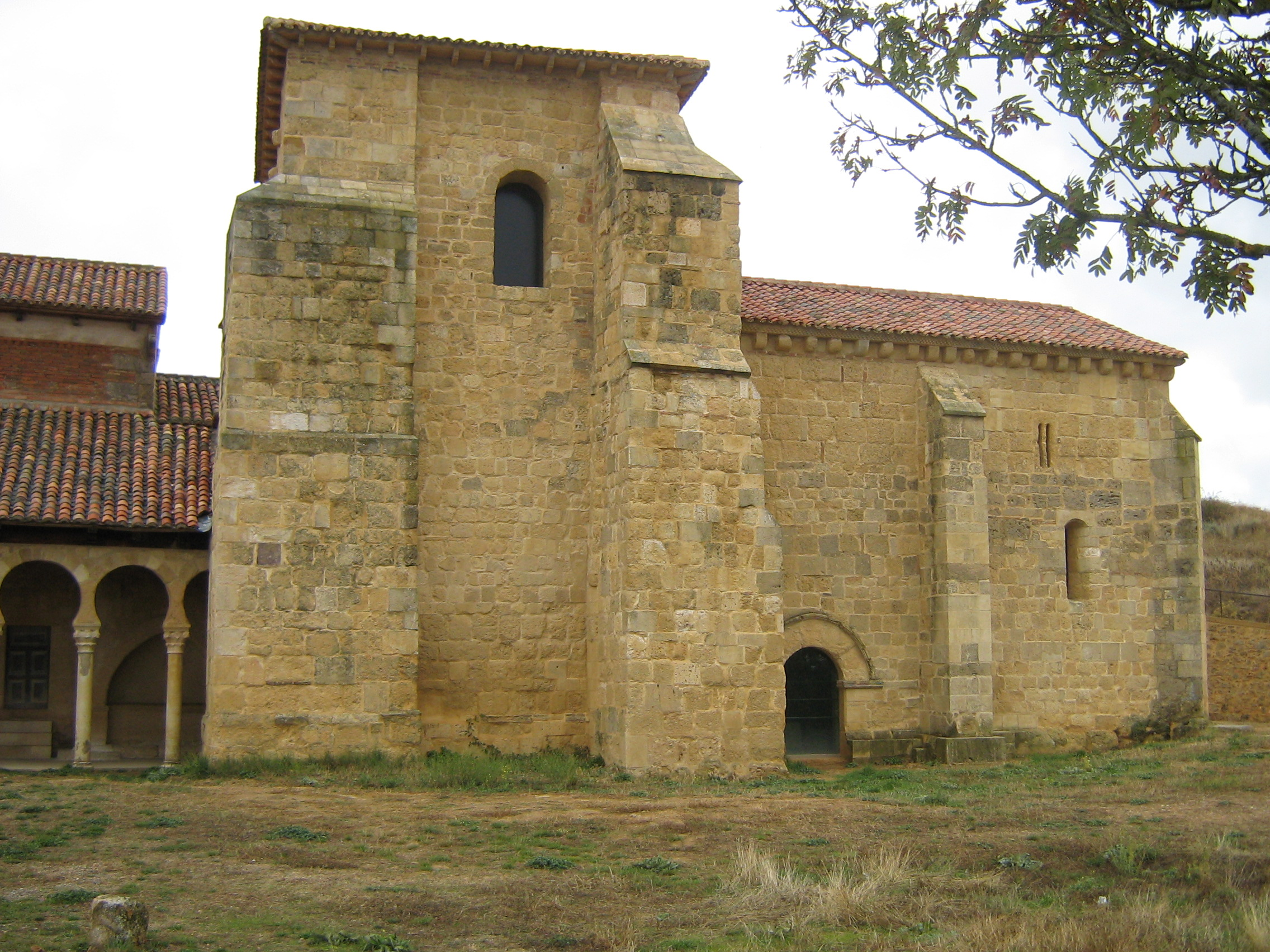
Ampliación románica realizada en el

La planta del templo es basilical de tres naves de cinco tramos, separadas por arquerías sobre columnas, algunas reaprovechadas, sobre las que descansan arcos de herradura. La cabecera, que es recta en su exterior, en el interior alberga tres ábsides de planta ultra semicircular. Entre las naves y las capillas, se encuentra un transepto delimitado por canceles, un iconostasio y pilares cruciformes compuestos por un único sillar. Respecto al arco triunfal situado en el ábside central (el cual en el origen era de menor altura), se encuentran modificado en su clave debido a los apoyos de la zona meridional. Al igual que ocurre en el arco paralelo central. Los muros interiores dispuestos encima de las arquerías están realizados en ladrillo. Por otro lado, cuenta con columnas de mármol y ladrillos de origen romano. Su iluminación sigue la tradición de las iglesias paleocristianas, con ventanas practicadas en el muro volado de la nave central y en los ábsides. Las capilla están cubiertas con bóvedas de arista, mientras que el resto del edificio se cubriría con una armadura de madera vista, sustituida, en la actualidad, por otra más compleja y algo más moderna. Al exterior, se corona con tejado a dos y una vertiente, con amplios aleros soportados por modillones de rollos. Durante el siglo X, se añadió un pórtico rectangular en el lado meridional del templo.
La torre es ya del siglo XI, con estribos muy gruesos. Originalmente tenía tres plantas. Una puerta con arco de medio punto, que da paso a la capilla de San Fructuoso (también llamada «Panteón de Abades») tiene como tímpano un cancel reaprovechado. En esta torre destaca el ventanal del muro oeste con un doble arco de herradura que, aunque de época románica, imita al que se encuentra en el extremo occidental del pórtico.

### Uso

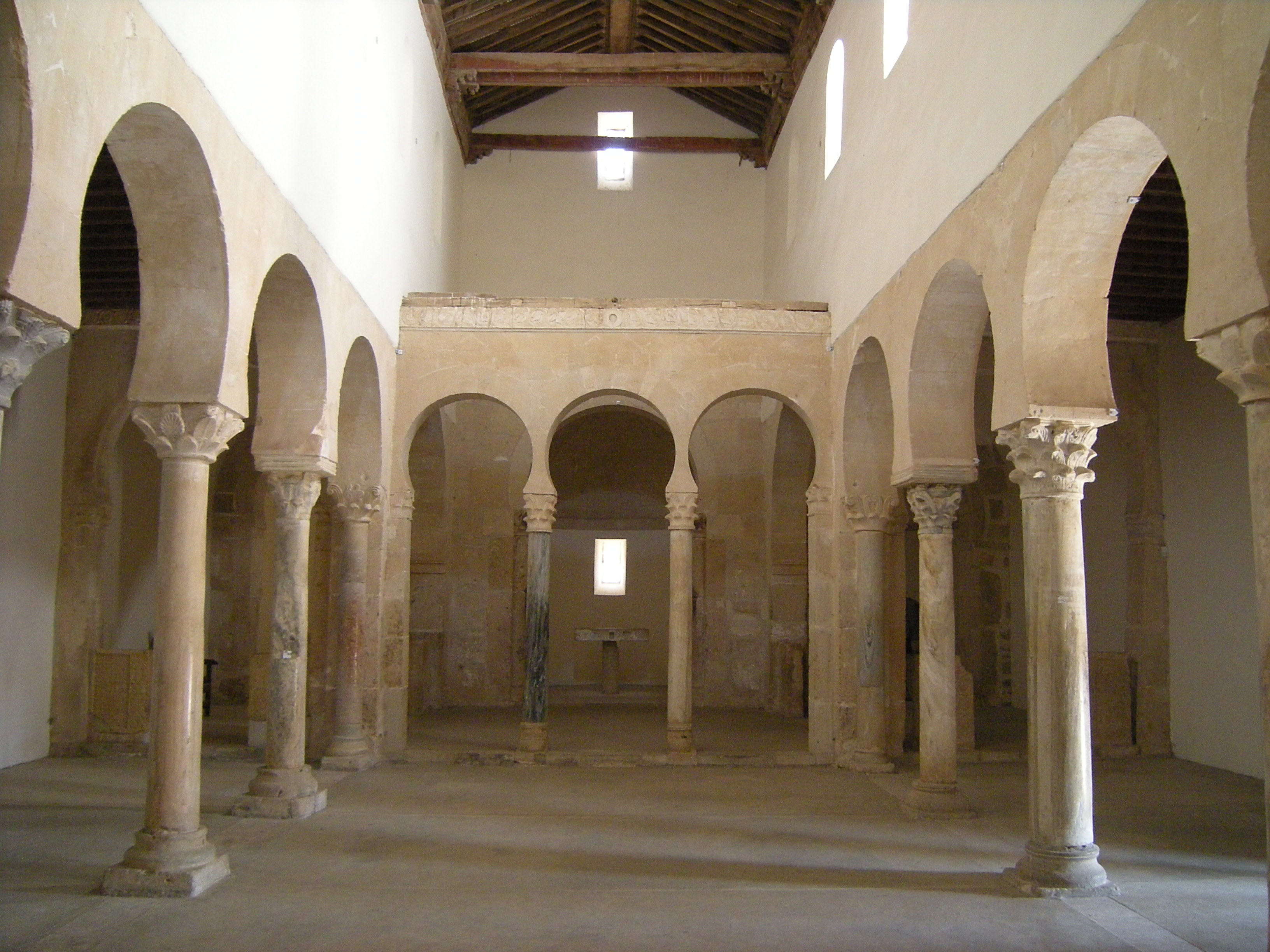
Interior del templo

Cada uno de los espacios descritos tenía su función específica en la actividad cotidiana del monasterio. La nave era el lugar que ocupaba el pueblo durante la celebración litúrgica. Los ábsides, con sus altares, eran recintos sacralizados a los que tenían acceso solamente el clero oficiante, mientras que la zona intermedia se destinaba, probablemente, al coro, señalada por una airosa triple arcada.
Esta distribución tan jerarquizada del espacio interior se debe, en parte, a la reminiscencia del pasado, que a su vez, recoge aspectos de la liturgia oriental. Así queda aún patente en la liturgia ortodoxa bizantina y en el ceremonial copto. Físicamente se observan vestigios de tal compartimentación en los bellos canceles, ornados de relieves, al lado de las arquerías del iconostasio. De él pendía el velum o «cortina» que se abría o cerraba según el momento del culto para dejar visible o cegado el altar a los fieles allí presentes.

### Ornamentación

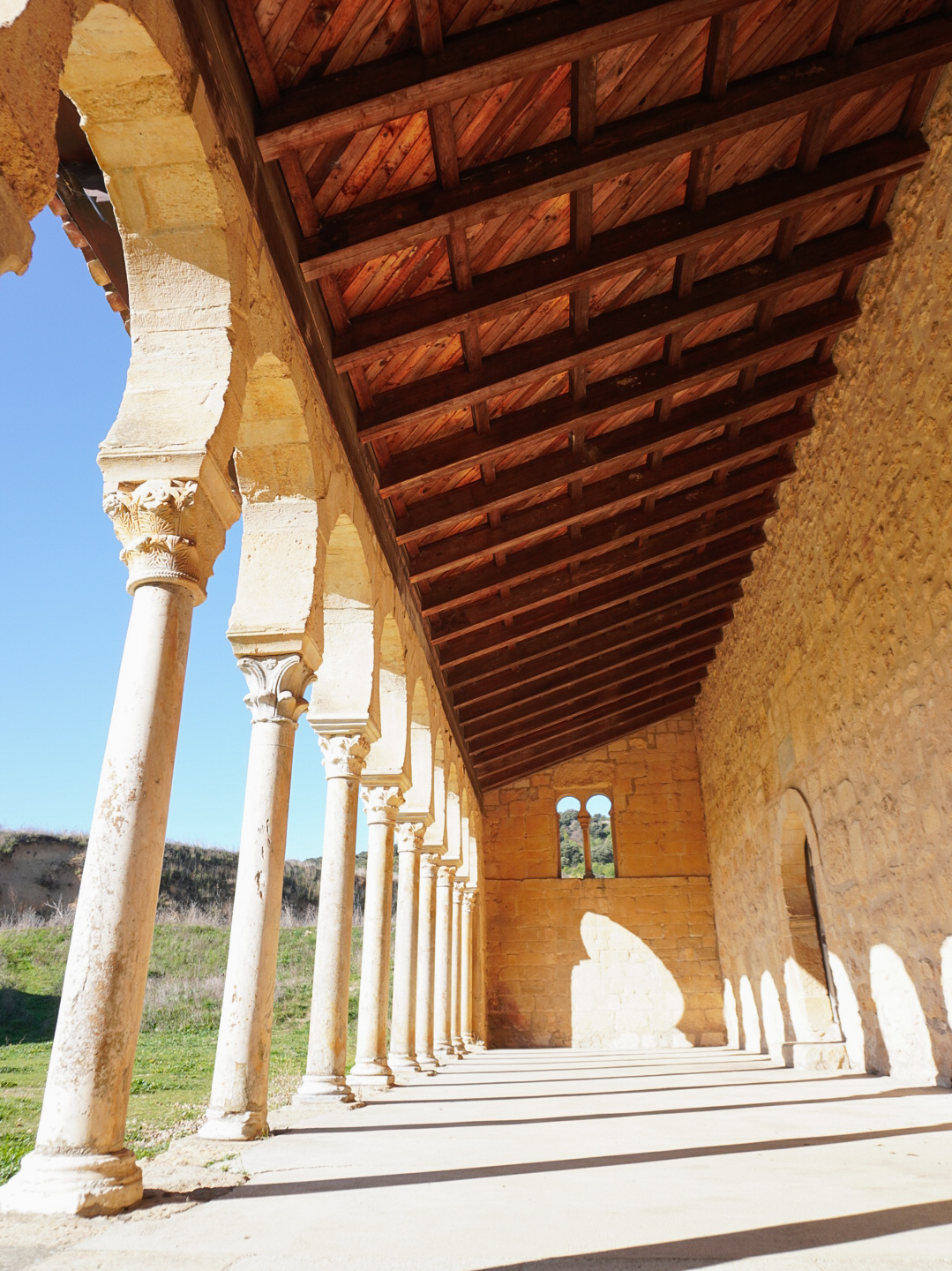
Pórtico de arcos de herradura

Adosado al muro sur aparece un pórtico rematado en arcos de herradura que recoge la tradición del modelo del «Arte asturiano» como el de San Salvador de Valdediós y, a su vez, pudo servir de precedente a otras posteriores románicas de las tierras del Duero. Especial atención merece la ventana geminada situada en el muro que cierra el pórtico en su lado occidental. Se trata de un vano doble con columnilla central y dos arquillos de herradura. Se enmarca en un alfiz que interrumpe la línea de imposta.
Las hiladas de los pilares, de un único sillar en las esquinas están dispuestos de tal forma para formar la cruz.
Los arcos de esta ventana, así como los del resto del templo son de herradura muy pronunciada, un tipo de arco utilizado con anterioridad, como elemento decorativo, en estelas romanas paganas, de las que existe algún ejemplo, en el museo de León. Desde el punto de vista constructivo se empleó en las iglesias visigodas, si bien, su peralte no era tan acusado y algunos otros elementos de su trazado difieren de estos modelos del siglo X. No hay duda por tanto que, a la tradición del pasado hispano se añadieron los nuevos esquemas del arco de herradura desarrollado dentro del mundo islámico, tanto peninsular como norteafricano. Las cubiertas son de madera, estando la central decorada con pinturas del siglo XV.
La ornamentación esculpida de San Miguel de Escalada es muy rica, centrándose en frisos, capiteles, canceles, celosías, etc. Predomina la decoración vegetal tales como racimos, hojas o palmeras, aunque también existen motivos geométricos como mallas y trenzados y zoomórficos como aves picoteando racimos de vid.

## El Beato de San Miguel de Escalada

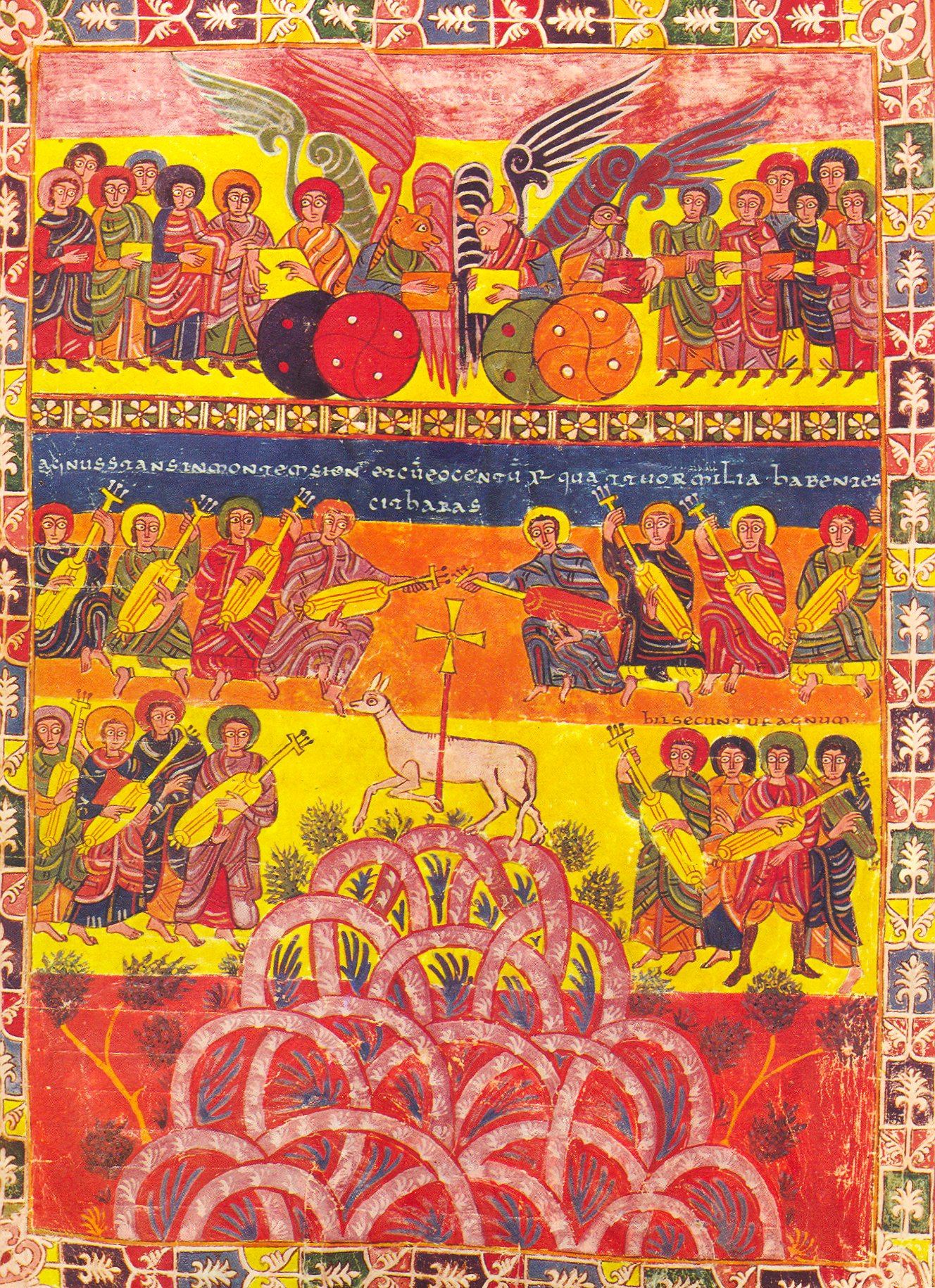
Beato de San Miguel de Escalada

El conocido como Beato de San Miguel de Escalada es uno de los primeros códices realizados en época mozárabe, en fecha incierta (entre 922 a 958). Es un códice en donde se copió y minió el manuscrito  Comentario al Libro del Apocalipsis del Beato de Liébana.
El nombre de este códice se debe a que se sabe que fue iluminado a petición del abad Víctor del monasterio de San Miguel de Escalada (cenobii summi Dei nuntii Micaelis arcangeli). Este trabajo fue realizado por el reconocido maestro iluminador Magius, cuyo nombre aparece citado (Maius quippe pusillus). Parece probable que fuera realizado en el monasterio de San Salvador de Tábara, al que pertenecía Magius, donde murió y fue enterrado en el año 968. 
Actualmente este Beato se encuentra en la Biblioteca Morgan de Nueva York.

## Enlaces relacionados
- Camino de Santiago
- Arte mozárabe
- Arte de repoblación